# Carl Lallerstedt
Carl Ernst Lallerstedt, född 30 september 1853 i Skå socken, död 22 november 1939 i Stockholm, var en svensk jägmästare och företagsledare.

## Biografi
Carl Lallerstedt var son till godsägaren Erik Ernst Lallerstedt. Efter mogenhetsexamen i Stockholm 1873 studerade han vid Teknologiska institutet 1875–1876 och utexaminerades från Skogsinstitutet 1879. Lallerstedt tjänstgjorde sedan som extra jägmästare i Karlstads revir och blev 1882 amanuens hos Skogsstyrelsen. 1883 blev han extra jägmästare i Bergslagsdistriktet. Han var samtidigt 1883–1902 förvaltare för Laxå bruks AB:s skogar, lantegendomar, sågar och kvarnar samt var 1894–1902 förvaltare för Lassåna bruks egendomar och 1900–1902 disponent för Aspa bruks AB. 1900 företog han en resa till Ryssland, där han för ett internationellt konsortiums räkning verkställde taxering av omkring 600 000 hektar skog. Lallerstedt var VD för Nordiska trävaru AB 1902–1908, för Töre AB 1903–1908 och för Lule jernverksaktiebolag 1906–1908 samt idkade därefter privat skogs- och affärsverksamhet. Han var bland annat styrelseledamot i Wifsta varfs AB och deputerade i Svenska trävaruexportföreningens centralstyrelse. Lallerstedt var även kommunalpolitiskt aktiv, ordförande av Bodarne kommuns kommunalstämma och kommunalnämnd 1894–1900 och stadsfullmäktig i Luleå 1905–1908.